# Just Cause (computerspel)
Just Cause is een action-adventurespel ontwikkeld door Avalanche Studios. Het spel werd in 2006 uitgegeven door Eidos Interactive voor de PlayStation 2, Windows, de Xbox en de Xbox 360. Op 23 maart 2010 werd een vervolg, genaamd Just Cause 2, uitgebracht voor de PlayStation 3, Windows en de Xbox 360.

## Gameplay
In het spel neemt de speler de rol aan van protagonist Rico Rodriguez. Hij is een CIA-agent en heeft de taak het land San Esperito te bevrijden van de corrupte Mendoza, de generaal die door een staatsgreep president is geworden.

### Voertuigen
Rico heeft in het spel een groot aantal voertuigen tot zijn beschikking: verschillende auto's, motoren, brommers, boten, helikopters, vliegtuigen en een onderwaterscooter.

## Trivia
- Het spel is opgenomen in het boek 1001 Video Games You Must Play Before You Die van Tony Mott.